# Daniel Harding
Daniel Harding (Oxford, 31 agosto 1975) è un direttore d'orchestra britannico.

## Biografia
Ha studiato tromba alla prestigiosa Chetham's School of Music di Manchester e a 13 anni è entrato nella National Youth Orchestra.
A soli 17 anni, dopo aver assemblato un gruppo di musicisti, ha diretto Pierrot Lunaire di Arnold Schönberg, mandandone la registrazione al direttore Simon Rattle, che lo ha preso come assistente alla City of Birmingham Symphony Orchestra per la stagione 1993-1994.
Dopo aver frequentato il primo anno all'Università di Cambridge, nel 1996 è stato chiamato da Claudio Abbado come suo assistente presso i Berliner Philharmoniker. Nello stesso anno è apparso in cartellone ai The Proms, diventando il più giovane direttore (21 anni) nella storia della festival fino a quel momento.
È stato Direttore musicale dell'Orchestra Sinfonica di Trondheim (1997-2000), della Norrköping Symfoniorkester (1997-2003), della Deutsche Kammerphilharmonie Bremen (1999-2003) e della Orchestre de Paris (2016-2019). Un rapporto speciale lo lega alla Mahler Chamber Orchestra, di cui è stato Direttore ospite principale (1998-2003), Direttore musicale (2003-2008), Direttore Principale (2008-2011) ed è Direttore Onorario dal 2011.
Dal 2006 è Direttore ospite principale della London Symphony Orchestra e dal 2007 è direttore musicale della Orchestra Sinfonica della Radio Svedese. È inoltre partner musicale della New Japan Philharmonic e Direttore artistico della Ohga Hall di Karuizawa.
Nel 1998 ha diretto nella prima rappresentazione nel Nuovo Piccolo Teatro (Milano) di Don Giovanni (opera) o sia Il dissoluto punito di Wolfgang Amadeus Mozart.
Al Festival di Salisburgo debutta nel 2001 in concerto con Viktoria Mullova e la Deutsche Kammerphilharmonie Bremen, nel 2003 con la Sächsische Staatskapelle Dresden, nel 2006 Don Giovanni con i Wiener Philharmoniker, Thomas Hampson, Ildebrando D'Arcangelo, Robert Lloyd e Piotr Beczała, nel 2007 Le nozze di Figaro con Diana Damrau ed un concerto con Renée Fleming e nel 2012 Ariadne auf Naxos con Jonas Kaufmann e due concerti con il Quartetto Hagen e Sabine Meyer.
Al Festival di Aix-en-Provence con la Mahler Chamber Orchestra nel 2001 dirige Il giro di vite (di cui esiste un video) e Le nozze di Figaro per la regia di Richard Eyre, nel 2002 Don Giovanni per la regia di Peter Brook (di cui esiste un video) ed Evgenij Onegin, nel 2004 La traviata e nel 2005 Così fan tutte con Barbara Bonney, Elīna Garanča e Ruggero Raimondi per la regia di Patrice Chéreau ripreso dalla televisione.
Nel 2002 ha debuttato dirigendo Il giro di vite di Benjamin Britten al Royal Opera House di Londra dove nel 2006 ha diretto Wozzeck.
Nel 2002 è stato nominato Cavaliere dell'Ordre des arts et des lettres dal governo francese.
All'Edinburgh International Festival ha diretto Il giro di vite nel 2002.
Per il Teatro La Fenice di Venezia ha diretto nel 2003 un concerto al PalaFenice al Tronchetto, un concerto nel 2006 ed il Concerto di Capodanno di Venezia nel 2011 con Desirée Rancatore, nel 2015 con Maria Agresta, nel 2021 con Rosa Feola, nel 2023 con Federica Lombardi e Freddie De Tommaso, e nel 2025. 
Nel 2003 ha diretto Die Entführung aus dem Serail con Paata Burchuladze al Bayerische Staatsoper.
Ha diretto l'Idomeneo di Mozart nella serata d'inaugurazione della stagione lirica 2005/2006 del Teatro alla Scala di Milano, dopo le dimissioni di Riccardo Muti e sempre alla Scala nello stesso mese un concerto della Mahler Chamber Orchestra, nel 2006 un concerto della Filarmonica della Scala, nel 2007 Salomè ed un concerto in diretta su RadioTre, nel 2008 Il prigioniero di Luigi Dallapiccola ed Il castello del Duca Barbablù di Béla Bartók e la prima assoluta di Quattro adagi per flauto dolce e orchestra di Salvatore Sciarrino. Nel 2009 ha diretto un concerto con la London Symphony Orchestra. Nel 2010 ha diretto degli spettacoli di balletto ed un concerto, nel 2011 due concerti e Pagliacci con José Cura e Cavalleria rusticana con Salvatore Licitra e Claudio Sgura e nel 2013 Falstaff (Verdi).
Nel 2011 ha diretto Die Zauberflöte al Festival di Lucerna.
Il 16 febbraio 2013 partecipa come ospite all'ultima serata del Festival di Sanremo, condotto da Fabio Fazio e Luciana Littizzetto, dirigendo l'orchestra nei brani La Valchiria di Richard Wagner e la Marcia Trionfale dell'Aida di Giuseppe Verdi. Nel mese di maggio debutta al Wiener Staatsoper dirigendo Der Fliegende Holländer ed in dicembre ha diretto i Berliner Philharmoniker in un concerto con musiche di Richard Strauss e Der fliegende Holländer allo Staatsoper Unter den Linden.
Nel 2014 dirige Il tabarro con Lucio Gallo e Barbara Frittoli e Don Carlo con Vittorio Grigolo e Daniela Barcellona a Verbier.
Il 6 marzo 2023 viene nominato direttore musicale dell'Orchestra dell'Accademia Nazionale di Santa Cecilia di Roma a partire dalla stagione 2024-2025, entrando in carica nell'ottobre del 2024.

### Vita privata
Harding ha due figli, Adele e George, avuti dal suo matrimonio con Béatrice Muthelet, violista e violinista della Mahler Chamber Orchestra, dalla quale si è separato. È anche pilota di aerei professionista, dipendente di Air France.

## Discografia parziale

### CD
- Bartók: Violin Concertos No. 1 & 2 - Isabelle Faust/Swedish Radio Symphony Orchestra/Daniel Harding, 2013 harmonia mundi
- Beethoven: Piano Concertos Nos. 3 & 4 - Swedish Radio Symphony Orchestra/Daniel Harding/Maria João Pires, 2014 ONYX
- Beethoven: Emperor Concerto - Schumann: Fantasy - Yundi Li/Berliner Philharmoniker/Daniel Harding, 2014 Mercury/Deutsche Grammophon
- Beethoven: Overtures - Daniel Harding/Deutsche Kammerphilharmonie, 1999 EMI/Erato
- Brahms: Violin Concerto, String Sextet no. 2 - Isabelle Faust/Mahler Chamber Orchestra/Daniel Harding, 2011 harmonia mundi
- Brahms: Symphonies Nos. 3 & 4 - Daniel Harding/Die Deutsche Kammerphilharmonie Bremen, 2001 Erato/Warner
- Brahms Berg Violin Concertos - Daniel Harding/Wiener Philharmoniker, 2012 EMI/Erato
- Britten: Billy Budd - Nathan Gunn/Ian Bostridge/Gidon Saks/Neal Davies/Jonathan Lemalu/Matthew Rose/London Symphony Orchestra, 2008 Virgin Classics/EMI Records - Grammy Award for Best Opera Recording 2010
- Britten: The Turn of the Screw, Op. 54 - Daniel Harding/Ian Bostridge/Joan Rodgers/Mahler Chamber Orchestra, 2002 EMI/Erato
- Britten: Serenade for Tenor, Horn & Strings etc. - Ian Bostridge/Bamberger Symphoniker/Britten Sinfonia/Daniel Harding/Ingo Metzmacher/Marie-Luise Neunecker, 1999 EMI/Warner
- Ciaikovskij, Conc. per vl./Souvenir d'un lieu cher - Janses/Harding/Mahler CO, 2008 Decca
- Dvořák: Cello Concertos - Steven Isserlis/Mahler Chamber Orchestra/Daniel Harding, 2013 Hyperion
- Mahler: Symphony No 4 in G major - Daniel Harding/Mahler Chamber Orchestra, 2005 EMI/Erato
- Mahler, Sinf. n. 10 - Harding/WPO, 2007 Deutsche Grammophon
- Mendelssohn & Schumann: Violin Concertos - Daniel Harding/Mahler Chamber Orchestra/Renaud Capuçon, 2004 Erato/Warner
- Mozart: Don Giovanni - Carmela Remigio/Daniel Harding/Lisa Larsson/Mahler Chamber Orchestra/Mark Padmore/Véronique Gens, 2000 EMI/Virgin/Erato
- Orff: Carmina Burana - Daniel Harding/Der Tölzer Knabenchor/Christian Gerhaher/Symphonieorchester & Chor des Bayerischen Rundfunks/Patricia Petibon/Hans-Werner Bunz, 2010 Deutsche Grammophon
- Strauss: Alpine Symphony - Saito Kinen Orchestra/Daniel Harding, 2014 Saito Kinen Festival/Decca
- Szymanowski: Violin Concerto No. 1 - Daniel Harding/London Symphony Orchestra/Nicola Benedetti, 2005 Deutsche Grammophon
- Tchaikovsky: Violin Concerto - Janine Jansen/Mahler Chamber Orchestra/Daniel Harding, 2013 Decca
- Tchaikovsky and Mendelssohn: Violin Concertos - Ray Chen/Swedish Radio Symphony Orchestra/Daniel Harding, 2012 Sony
- Amoureuses - Patricia Petibon/Concerto Köln/Daniel Harding, 2003 Deutsche Grammophon
- Romantische Arien - Christian Gerhaher/Daniel Harding/Symphonieorchester des Bayerischen Rundfunks, 2012 Sony
- Le Boeuf sur le toit - Daniel Harding/Die Deutsche Kammerphilharmonie Bremen/Renaud Capuçon, 2001 Erato/Warner

### DVD & BLU-RAY
- Mozart, Don Giovanni (Salisburgo 2006) - Harding/Hampson/D'Arcangelo, 2006 Decca
- Mozart Gala, Concerto di gala Salisburgo 30 luglio 2006 - Harding/Netrebko/Kozená/Pape, Deutsche Grammophon - in alta definizione, con immagini 16:9 widescreen e l'audio 5.1 DTS Surround Sound.
- Strauss: Ariadne auf Naxos - Jonas Kaufmann, 2012 UNITEL/Sony
- Sommernachtskonzert 2021 - Harding/Levit/Wiener Philharmoniker, 2021, Sony Classical